# Tam Hoi Lam
Tam Hoi Lam (kinesiska: 譚凱琳), född 21 april 1998, är en hongkongsk simmare.

## Karriär
Vid olympiska sommarspelen 2020 i Tokyo var Tam en del av Hongkongs lag tillsammans med Camille Cheng, Stephanie Au och Ho Nam Wai som slutade på 15:e plats i försöksheatet på 4×100 meter frisim och som inte kvalificerade sig för finalen.